# Droit seigneurial
On désigne par droit seigneurial les avantages et responsabilités attribués au seigneur par la détention d'une seigneurie. La seigneurie confère au seigneur des droits organiques, symboliques, fiscaux et judiciaires sur sa terre et ceux qui y vivent : tenanciers et sujets.

## Droits organiques
Voir Seigneur#Seigneurie foncière et banale

## Droit et fonction symbolique

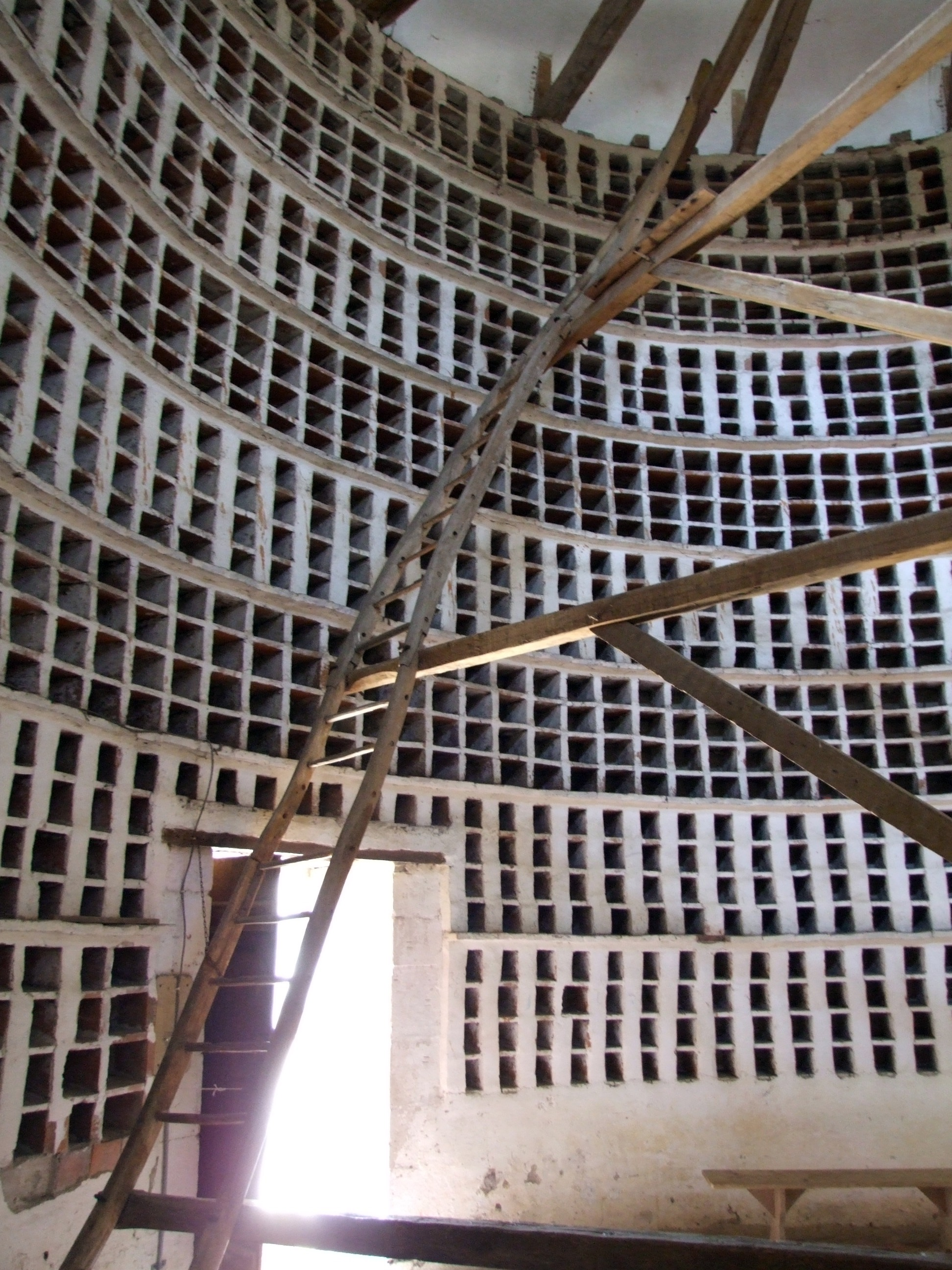
Intérieur du colombier du château d'Époisses

Sa portée symbolique, dans la société féodale, basée sur les rapports de dépendance d'homme à homme, est d'afficher un ordre, une hiérarchie. Le seigneur détient un certain nombre de marques de son rang : armes et armoiries, habitation avec tour, douves, épis de faîtage en plomb, girouette, un colombier (ce que l'on appelle le droit de fuie ou de fuye), des prééminences à l'église (banc avec accoudoir, armoiries, tombe, litre funéraire, etc.), le monopole de la chasse et de la pêche.
Le paysan doit être déférent envers son seigneur et montrer toutes les marques de respect : enlever le chapeau, politesse…
Tous les seigneurs ne sont pas nécessairement nobles, les roturiers bourgeois peuvent être seigneurs de terre. Le seigneur pouvait aussi être une communauté : communauté religieuse, ville…

## Droit d'impôts
Le seigneur impose des redevances à ses tenanciers et à ses sujets.
1. Le cens récognitif de seigneurie. Le paysan reconnait en payant le cens sa sujétion au seigneur. Le cens devient infime — son montant est rarement réévalué — mais hautement symbolique ;
2. Le surcens, tentatives seigneuriales d'accroître le cens, généralement faible ;
3. Le champart, prélevé en nature est une façon de payer le cens proportionnelle à la récolte, oscillant entre 1/6 à 1/12 (prélèvement s'ajoutant à celui de la dîme du curé : 1/10) ; elle remplace ou s'ajoute au cens payé  en argent ; sa valeur se maintient
4. Le chevage remplace cens ou champart pour les serfs
5. Les droits casuels, versés irrégulièrement, exemple les « lods et ventes », un droit de mutation sur les censives ; mainmorte pour les serfs
6. Les banalités, par exemple l'existence d'un moulin banal oblige les paysans à y faire moudre leur grain, et donc à « acheter » ce service au seigneur
7. Les corvées sont une redevance en journées de travail.

Ces diverses charges, indépendamment faibles, se révèlent très lourdes lorsqu'elles sont additionnées. La disparition de ces charges, en 1789 en France, fut donc particulièrement bien accueillie.
Le seigneur peut également taxer les personnes de passage : droits de passage, droits de marché
Le seigneur lui-même qui exploite la réserve peut être considéré concurrent déloyal, puisque n'ayant pas les mêmes charges et disposant de privilèges : premier à vendre, etc.

## Droit de justice
La seigneurie confère aussi l'obligation de rendre la justice seigneuriale, tant dans les affaires civiles que dans les affaires criminelles.
Par les ordonnances judiciaires de 1670, la seigneurie est responsable selon les lieux de :
1. La basse justice, pour les sommes inférieures à 3 livres tournois ;
2. La moyenne justice qui permet également d'infliger des amendes ;
3. La haute justice : peine infamante, afflictive, ou mortelle, cette justice étant presque toujours entrée dans la compétence des juridictions royales.

La justice seigneuriale est toujours rendue par des officiers ou des magistrats seigneuriaux dont le titre varie selon les cas et les usages, comme les procureurs fiscaux, les viguiers, les bayles, les juges et juges mages, prévôts, juges d'appaux, etc.
Le verdict d'une juridiction seigneuriale est toujours pris sous réserve d'appel d'une autre juridiction, cette dernière étant devenue presque toujours royale (bailliages, sénéchaussées) et ressortissant des parlements.
Les seigneurs avec droit de basse et moyenne justice ont droit d'afficher leurs armoiries, ceux de haute justice ont le droit d'afficher en plus les fourches patibulaires, ou de planter un pilori, symboles de justice.

## Prééminences d'église
- Patronage : au haut Moyen Âge de nombreux seigneurs, surtout s'ils avaient doté l'église, ce qui était fréquent, s'adjugèrent le droit de désigner les desservants des églises. Avec la réforme grégorienne, de nombreux laïcs rétrocédèrent ce droit à l'Église souvent au profit d'abbayes et de monastères. Les fondateurs de chapellenie dans les grands édifices conserveront leur droit de patronage pour désigner les desservant de ces chapelles.
- Droit de banc ou d'escabeau avec accoudoir.
- Droit à une tombe dans le chœur ou un enfeu seigneurial.
- Droit aux armoiries dans les vitraux ou sculptées sur la façade.
- Droit de litres, lors des enterrements.

## Droits seigneuriaux allégués
Au courant du XVIIIe siècle, particulièrement lors de la Révolution française, et lors de la consolidation de la troisième République française, des droits seigneuriaux abusifs sont recensés pour dénoncer le système seigneurial. La plupart de ces droits seigneuriaux abusifs sont aujourd’hui considérés comme n’ayant aucun fondement historique par de nombreux historiens, et seraient des inventions du XVIIIe siècle. Parmi les droits seigneuriaux allégués, on trouve :
- droit de cuissage : aussi appelé droit de jambage et parfois droit de dépucelage, il s'agit d'une légende vivace selon laquelle un seigneur aurait eu le droit d'avoir des relations sexuelles avec la femme d'un vassal ou d'un serf la première nuit de ses noces (jus noctis primae) ;
- droit de prélassement : prétendu droit seigneurial en vertu duquel un seigneur aurait eu le droit de faire éventrer ses serfs pour s’y réchauffer les pieds[2]. Il aurait également été connu sous le nom peu usité de droit de chancelière au XIXe siècle[3] ;
- droit de ravage.